# Skottsbergia paradoxa
Espèce
Statut de conservation UICN

 EN B1+2cd : En danger
Skottsbergia paradoxa est une espèce de plantes de la famille des Ditrichaceae.

## Publication originale
- Revue Bryologique 32: 47. 1905.